# Lennart Persson (programledare)
Bengt Lennart Persson, född 6 februari 1954 i Skillingmark i västra Värmland, är en svensk journalist och programledare, känd från bland annat Gomorron Sverige, Nyhetsmorgon och Debatt, samt Sveriges Radio. Han har en relation med politikern Nyamko Sabuni sedan 2013.

## Biografi
Lennart Persson, som är uppvuxen i Skillingmark och Arvika, studerade journalistik i Göteborg 1976–1978 och har även studerat statsvetenskap och informationsteknik. Han började sin journalistiska bana på Värmlands Folkblad 1975 under Sven Johanssons mentorskap och har sedan arbetat inom Sveriges Radio (Radio Dalarna, Radio Jämtland och Radio Göteborg mellan 1978 och 1991), Sveriges Television och TV4 (mellan 1991 och 2001), bland annat som programledare för Gomorron Sverige och Nyhetsmorgon. Persson har även lett program på TV4 Göteborg. Mellan september 2001 och juni 2006 ledde han totalt 174 program av Debatt i SVT. Från september 2006 till 2008 ledde han Veckans Debatt i Axess TV.
Den 1 oktober 2008 blev Persson nyhetsankare på Aktuellt i Sveriges Television, där han efterträdde Jarl Alfredius.
Sedan 2014 arbetar Persson även som moderator vid konferenser och event, bland annat under politikerveckan i Almedalen. Han är tillsammans med politikern Nyamko Sabuni sedan hösten 2013.